# أوستين ماكجيل
أوستين ماكجيل (بالإنجليزية: Austin McGill)‏ هو لاعب كرة قدم بريطاني في مركز الهجوم، ولد في 29 يناير 1935 في دامفريس ‏ في المملكة المتحدة. لعب مع كوين أوف ساوث ونادي كارلايل يونايتد ونادي كيترينغ تاون.